# Кейта, Наман
Наман Кейта (фр. Naman Keïta; род. 9 апреля 1978, XIV округ Парижа) — французский легкоатлет (бег на короткие дистанции, барьерный бег, эстафетный бег), чемпион и призёр чемпионатов и Кубков Европы, чемпион мира, призёр летних Олимпийских игр 2004 года в Афинах.

## Карьера
Победитель (2005, 2006), серебряный (2004) и бронзовый (2002, 2005, 2007) призёр розыгрышей Кубка Европы. Чемпион (2006) и бронзовый призёр чемпионатов Европы. Чемпион мира 2003 года в Париже. 
На Олимпийских играх 2004 года в Афинах Кейта выступал в беге на 400 метров с барьерами и выиграл бронзовую медаль с результатом 48,26 с.